# Albéa
Pour les articles homonymes, voir Albea.
 (avril 2025).
Motif : Où sont les sources secondaires, centrées et indépendantes qui montrent que les critères d'admissibilité sont atteints ? Les communiqués de presse ne sont pas suffisants.
- Archive Wikiwix
- Bing
- Cairn
- DuckDuckGo
- E. Universalis
- Gallica
- Google
- G. Books
- G. News
- G. Scholar
- Persée
- Qwant
- (zh) Baidu
- (ru) Yandex

| 1. | Préciser le motif de la pose du bandeau. | Précisez le motif de la pose du bandeau en utilisant la syntaxe suivante : {{admissibilité à vérifier\|date=mai 2025\|motif=remplacez ce texte par le motif}}              |
| 2. | Informer les utilisateurs concernés.     | Pensez à avertir le créateur de l'article, par exemple, en insérant le code ci-dessous sur sa page de discussion : {{subst:avertissement admissibilité à vérifier\|Albéa}} |

 (mai 2025).
Il peut être nécessaire de l'améliorer pour respecter le principe de neutralité de point de vue. 

 (mai 2025).
 (mai 2025).
Albéa est une entreprise française spécialisée dans la fabrication d’emballage cosmétique pour les secteurs de la beauté, de l’hygiène et des soins personnels. Le groupe conçoit des emballages primaires (tubes, flacons, capots, rouges à lèvres...) pour des grandes marques internationales. Son siège est situé à Gennevilliers.
En 2023, Albéa emploie environ 12 500 salariés dans 13 pays et exploite 35 sites de production
Albéa est parfois citée parmi les entreprises industrielles françaises attirant les jeunes diplômés grâce à son positionnement international

## Histoire

### Origines (1956–1973)
Albéa trouve son origine dans la société Tuboplast, fondée en 1956 à Vienne-le-Château (Marne) par Edouard Lecluyse. L’entreprise se spécialise dans la fabrication de tubes plastiques, en alternative aux tubes en aluminium. En 1960, un second site est ouvert à Sainte-Menehould.

### Croissance sous le nom de Cébal (1973–2004)
En 1973, Tuboplast devient Cébal. Une troisième usine est inaugurée à Vandières en 1981. À la suite du rachat de Pechiney par Alcan en 2003, Cébal intègre la division Alcan Packaging Beauty.
Entre 2007 et 2008, la division étend sa présence en Europe, notamment avec le rachat d’une usine spécialisée en Russie.

### Création d'Albéa (2010)
En 2010, la division Alcan Packaging Beauty est cédée à Sun European Partners, un fonds d’investissement américain. Elle prend alors le nom d’Albéa.
Un projet de nouvelle usine à Sainte-Menehould avait été lancé l'année précédente pour un montant de 22 millions d'euros.

### Reprise par PAI Partners et cessions d’actifs (depuis 2018)
En 2018, Albéa est acquise par le fonds d’investissement PAI Partners. En mars 2024, un fonds secondaire géré par Bregal, avec Goldman Sachs Asset Management, entre au capital d’Albéa.
La même année, Albéa cède sa division « Innovative Beauty Group » (IBG) au fonds d’investissement Fremman Capital,.
Selon L’Informé, d'autres cessions stratégiques seraient à l’étude en 2025. 

## Activités
Albéa conçoit, développe et fabrique des emballages primaires destinés à l’industrie cosmétique, aux soins personnels et à l’hygiène. Ses produits couvrent une large gamme : tubes souples, flacons, capots, pompes, mascaras ou rouges à lèvres. L’entreprise s’organise autour de deux pôles principaux :
- Albéa Tubes, qui représente l’activité historique du groupe, est spécialisée dans la fabrication de tubes plastiques ou laminés destinés à des applications cosmétiques, pharmaceutiques et d’hygiène quotidienne.

- Albéa Cosmetics & Fragrance conçoit des solutions d’emballage pour les produits de maquillage et de parfumerie. L’entreprise s’est particulièrement développée dans ce domaine à partir des années 2010, en misant sur des emballages personnalisés adaptés aux exigences des marques de luxe[10].

Jusqu’en 2024, Albéa disposait également d’une division baptisée Innovative Beauty Group (IBG), proposant des solutions clé en main incluant design, formulation, développement produit et logistique. Cette filiale a été cédée en mars 2024 au fonds Fremman Capital.
Toujours en 2024, le groupe annonce l’acquisition de Conanec Industrie, une entreprise bretonne spécialisée dans les composants métalliques pour le packaging de luxe, renforçant ainsi ses capacités industrielles intégrées dans le segment premium.
De plus l’entreprise est parfois citée comme l’une des entreprise de taille intermédiaire françaises les plus attractives pour les jeunes diplômés, en raison de sa présence internationale et de la diversité de ses métiers.

## Innovation et développement durable
Albéa affirme inscrire sa stratégie industrielle dans une démarche d’économie circulaire, en privilégiant les matériaux recyclés, la réduction des emballages et la limitation de l’empreinte carbone.
L’entreprise investit dans des technologies visant à améliorer la performance énergétique de ses sites. À Plouhinec (Morbihan), elle a mis en œuvre un plan de sobriété énergétique comprenant l’installation d’un système de récupération thermique et une optimisation de l’éclairage industriel.
Le site de la Sarthe, spécialisé dans les emballages de maquillage, a quant à lui été soutenu par l'ADEME pour développer des bouchons allégés en plastique, grâce à des moules innovants et à un design éco-conçu.
Par ailleurs, Albéa développe ses capacités industrielles selon les principes de l’Industrie 4.0. Cela se traduit par l’automatisation des lignes de production, une plus grande agilité industrielle et l'intégration de solutions numériques avancées.
Dans cette optique, le groupe a modernisé son infrastructure informatique en adoptant la plateforme ServiceNow pour la gestion de son service desk. Cette solution vise à automatiser les demandes internes et à améliorer les délais de traitement au sein des équipes.

### Propriété industrielle
Albéa détient plusieurs brevets déposés par sa filiale Albéa Services, couvrant notamment des systèmes de distribution, de fermeture ou de dosage pour produits cosmétiques.

## Organisation

### Siège et sites
Le siège d’Albéa est à Gennevilliers (Hauts-de-Seine). Elle dispose de 35 sites dans 13 pays, dont 7 en France. Sainte-Menehould (Marne) est l’un de ses principaux sites industriels.
Le site historique de Vienne-le-Château (Marne), actif depuis 1956, est toujours en activité et spécialisé dans la fabrication de tubes plastiques pour l’industrie cosmétique. Il emploie environ 200 personnes.

### Gouvernance
| Début | Fin         | Dirigeant(s)                             |
| ----- | ----------- | ---------------------------------------- |
| 2006  | 2024        | François Luscan                          |
| 2024  | En fonction | Barbara de Saint-Aubin, François Tassart |

## Chiffres clés
- Effectif : environ 12 500 salariés (2023)[1]
- Sites industriels : 35 dans 13 pays[1]
- Sites en France : 7, dont Sainte-Menehould et Vienne-le-Château
- Valorisation estimée : 1,5 milliard € en 2018[24]